# Евольвентне зачеплення

Взаємодія евольвентних профілів зубів при роботі зубчастої передачі

Евольвентне зачеплення (англ. Involute gear) - зубчасте зачеплення, в якому профілі зубів виконані по евольвенті кола, що дозволяє передавати рух з постійним передатним відношенням.

## Роль евольвентного профілю
Для забезпечення сталості передавального відношення необхідно щоб зуби коліс були виконані по кривій, у якої спільна нормаль, що проведена через точку дотику профілів зубів, завжди проходить через одну і ту ж точку на лінії, що сполучає центри зубчастих коліс, що зветься полюсом зачеплення.
Першим як  профілі спряжених зубів використовувати евольвенту запропонував Л.Ейлер.
Слід відзначити, що крім евольвентного зачеплення, що відповідає згаданій вимозі, існує циклоїдне і колове зачеплення (зачеплення Новікова).
Евольвентний профіль будується кінцем відрізка прямої, яка перекочується по колу, тобто вона є дотичною до кола і одночасно нормаллю до профілю евольвенти у відповідній точці. Точки дотику прямої до кола є центрами кривин евольвенти в даній точці. Отже, коло є геометричним місцем центрів кривизни, тобто еволютою евольвенти.

## Побудова евольвентного зачеплення
Поданий нижче спосіб наближеної побудови евольвентного зубчастого зачеплення використовується при виконанні графічних зображень як уручну, так і за допомогою САПР.
Перед побудовою слід задати такі геометричні параметри:
- висота ніжки зуба {\displaystyle h_{f}} (на рис. позначена a);
- висота голівки зуба {\displaystyle h_{a}} (на рис. позначена b);
- діаметр початкового кола {\displaystyle d_{w}} (на рис. позначений D);
- кут зачеплення {\displaystyle \alpha } (на рис. позначений φ);
- колова товщина зуба st;
- радіус кривини перехідної кривої у граничній точці профілю ρf.

|  | 1. Накреслити початкове коло (pitch circle) з діаметром D і центром шестерні O (зображене червоним кольором). 2. Провести коло вершин зубів (outside diameter) з центром у точці O з радіусом більшим за радіус початкового кола на висоту голівки зуба (зелений колір). 3. Провести коло впадин зубів (root diameter) з центром у точці O з радіусом меншим від радіуса початкового кола на висоту ніжки зуба (блакитний колір). |
|  | 1. Провести дотичну до початкового кола (рожевий колір). 2. У точці дотику дотичної до початкового кола під кутом φ провести лінію зачеплення (line of action) (помаранчевий колір). 3. Побудувати коло з центром у точці O, дотичне до лінії зачеплення. Це коло є основним (base circle) на зображенні показане синім кольором.                                                                                                 |
|  | 1. Відзначити точку A на колі вершин зубів. 2. На прямій, що сполучає точки A і O відзначити точку B, що знаходиться на основному колі. 3. Розділити відстань AB на 3 рівні частини і позначити точкою C отриману третину від точки A в бік точки B на відрізку AB. |
|  | 1. Від точки C провести дотичну до основного кола. 2. У точці дотику поставити точку D. 3. Розділити відстань DC на чотири рівні частини і позначити точкою E отриману четвертину відрізка DC від точки D у бік точки C'. |
|  | 1. Провести дугу кола з центром в точці E, що проходить через точку C. Це буде частина однієї сторони зуба (помаранчевий колір). 2. Провести дугу кола з центром в точці перетину сторони зуба з початковим колом радіусом, рівним товщині зуба. Місце перетину з початковим колом (pitch circle) позначити точкою F. Ця точка буде знаходитись на протилежній стороні зуба.                                                      |
|  | 1. Провести скруглення (fillet) між стороною зуба і колом впадин зубів (root diameter). 2. Провести дугу профілю зуба радіусом EC з точки F (позначено темно-зеленим). 3. Позначити місце перетину радіуса профілю зуба з основним колом точкою G |
|  | 1. Провести лінію профілю другого боку зуба — дугу кола радіусом EC з точки G. 2. Додати скруглення біля основи зуба до кола впадин зубів (як і у попередньому кроці) |
|  | 1. В результаті отримано профіль зуба. Частина зовнішнього кола між двома боковими поверхнями утворює вершину зуба. 2. Таку ж послідовність дій можна повторити для кожного зуба. |

## Стандартизація евольвентного зачеплення
З метою забезпечення взаємозамінності низка геометричних параметрів евольвентного зачеплення стандартизована. Відповідно до нормативної документації зубчасті колеса обирають за числом зубів {\displaystyle z} і модулем {\displaystyle m}, прийнявши сталими наступні параметри (за ГОСТ 13755-81):
- висота голівки зуба {\displaystyle h_{a}={h_{a}^{*}}\cdot m};
- глибина впадин {\displaystyle h_{f}=({{h_{a}}^{*}}+c^{*})\cdot m};
- підрізання відсутнє, тобто {\displaystyle x_{1}=x_{2}=0} або кут зачеплення {\displaystyle \alpha } дорівнює основному куту зачеплення {\displaystyle {\alpha }_{w}};
- кут зачеплення {\displaystyle {\alpha }=20} °;
- коефіцієнт висоти голівки зуба {\displaystyle {h_{a}^{*}}=1.0};
- коефіцієнт радіального зазору {\displaystyle c^{*}=0.25}.

У США замість модуля використовується пітч {\displaystyle p=25.4\cdot m}, виходячи з дюймової системи мір довжин (1 дюйм=25.4 мм).